# Operațiunea Straja Zidurilor
Criza israelo-palestiniană din mai 2021 - Bătălia Sabiei Ierusalimului  - în arabă: معركة سيف القدس Maarakat Saif Al Kuds  și Operațiunea Straja Zidurilor (în ebraică:מבצע שומר החומות- Mivtza Shomer Homot ) a fost o operațiune militară de amploare a armatei Israelului împotriva organizațiilor teroriste islamiste palestiniene din Fâșia Gaza care a avut loc între 10-21 mai 2021.
Ea a început la 10 mai 2021,(în acel an „Ziua Ierusalimului”), după ce organizațiile palestiniene amintite, în frunte cu Hamas, au lansat din Fâșia Gaza un val masiv de rachete spre Ierusalim, unde avea loc o paradă de naționaliști israelieni cu steaguri, care a parcurs cartiere locuite de arabi musulmani 
Au urmat alte atacuri palestiniene cu rachete și spre alte localități israeliene, din zona centrală Gush Dan, Shfela, Neghev și Sharon.
Operațiunea israeliană de represalii s-a desfășurat până la încetarea focului mediată de Egipt,care a intrat în vigoare la 21 mai, la orele 2 noaptea.  
În cursul evenimentelor, organizațiile combatante palestinene au lansat spre Israel 4360 rachete și proiectile, din care 1661 au fost interceptate și deviate de către sistemul israelian de apărare Cupola de fier, 176 nu au fost deviate și au căzut în spații zidite, iar 1843 au căzut în spații virane.
Circa 680 din rachetele lansate contra Israelului au căzut pe teritoriul Fâșiei Gaza și, după aprecieri israeliene, au cauzat moartea a peste 20 de locuitori palestinieni. Rachetele, obuzele și focul de arme palestiniene au cauzat moartea a 9 civili israelieni, a 3 civili cetățeni străini aflați în Israel, și a unui soldat israelian. 
Din partea ei, armata israeliană a atacat peste 16,500 obiective de teroare palestiniene, între care, câteva clădiri cu multe etaje, care serveau drept comandamente ale luptătorilor din mișcările palestiniene Hamas și Jihadul Islamic Palestinian, zeci până la sute de case și birouri ale activiștilor teroriști, peste 100 kilometri de tuneluri subterane din rețeaua de acest gen săpată în subsolul Fâșiei Gaza și cunoscută în Israel sub porecla „Metroul Gazei”, depozite de arme și rachete, ateliere pentru producția de rachete, lansatoare de rachete și șanțuri subterane pentru lansarea acestora, lansatoare de rachete antiaeriene, aparate de zbor fără pilot, cazemate, obiective de informații și tehnologice, obiective ale forței navale a Hamas, și zeci de echipe de lansatori de rachete și obuze. După evaluări israeliene în atacurile de ripostă israeliene au fost uciși 225 de combatanți teroriști, din care 25 din rândurile comandanților, și între 51-128 civili.

### Contextul
Perioada care a precedat Operațiunea s-a caracterizat printr-o escaladare a tensiunii, din mai multe cauze:
Cea dintâi a fost chestiunea juridica a evacuarii a șase familii arabe din cartierul Sheikh Jarakh din Ierusalimul de est. O nouă sentință a Curții Supreme a Israelului a permis evacuarea a zeci de familii arabe suplimentare de pe terenuri recuperate de evrei și aflate în proprietate evreiască.
A doua cauză a fost ciocnirile de pe Muntele Templului în timpul rugăciunii ultimei vineri din luna Ramadan în Moscheea Al Aksa, și care au implicat credincioși musulmani înfierbântați. În cursul lor poliția a descins în moschee aruncând grenade de șoc și trăgând cu gaze lacrimogene și gloanțe de cauciuc.
Operațiunea a început în urma intensificarii tulburărilor arabilor din Israel și Ierusalim cu ocazia Zilei Ierusalimului (în acel an, la 10 mai), sărbătorită de evrei. În ciocnirile produse au fost răniți zeci de demostranți și un număr de polițiști. Spre orele 17 Organizația Hamas care stăpânește Fâșia Gaza a transmis Israelului un ultimatum în care a avertizat că va lansa un atac asupra Israelului dacă până la orele 18 nu vor fi retrase forțele de poliție israeliene de pe Muntele Templului și din cartierul Sheikh Jarrakh.   